# 中国人民解放軍国防大学軍事文化学院
中国人民解放軍国防大学軍事文化学院（ちゅうごくじんみんかいほうぐん こくぼうだいがく ぐんじぶんかがくいん、中: 中国人民解放军国防大学军事文化学院）中華人民共和国北京市海淀区に本部を置く中国人民解放軍国防大学の学院（学部）である。前身の中国人民解放軍芸術学院としても知られる。2017年の組織改編により、国防大学に移管された。

## 沿革
- 1934年、中国人民解放軍芸術学院の起源となるゴーリキー戯劇学校を中国人民解放軍が設立。
- 1938年、魯迅芸術学院設立。
- 1941年、八路軍部隊芸術学校設立。
- 1960年9月18日、中国人民解放軍芸術学院が正式に設立[1]。
- 1969年10月、文化大革命の時期、教学活動が休止される。
- 1978年5月、文化大革命後、教学活動が再開。
- 2016年1月11日、上位組織であった中国人民解放軍総政治部の廃止に伴い、中央軍事員会訓練管理部（中国語版）に移管される。
- 2017年、中国人民解放軍国防大学隷下となり、同大学の軍事文化学院となる。

## 基礎データ
- 所在地
  - 北京市海淀区中関村南大街18号

- 校訓
  - 「政治堅定、治学厳謹、為兵服務、徳芸双香」

## 組織
- 文学系（1978年設立）
- 戯劇系（1960年設立）
- 音楽系（1960年設立）
- 舞踊系（1960年設立）
- 文化管理系
- 美術系（1978年設立）

## 附属機関
- 図書館

## 大学の人物一覧

### 卒業生
- 劉佩琦
- 呉若甫
- 巫剛
- 呉京安
- 莫言
- 閆妮
- 董潔
- 劉園園
- 洪剣濤
- 高亜麟
- 任正彬
- 韓紅
- 饒敏莉
- 劉莉莉
- 劉和剛
- 沙溢
- 王箏
- 袁菲
- 李欣汝
- 郭爽
- 龔旭
- 馬蘇
- 殷桃
- 董可飛
- 袁鵬飛
- 任柯諾
- 王媛可
- 李舜
- 潘陽
- 楊洋
- 許飛
- 薩頂頂
- 牛莉
- 戴玉強
- 王宏偉
- 陳思思
- 趙昕
- 劉勁
- 王力可
- 徐冬冬
- 林永健
- 毛若懿
- 金星
- 韓紅
- alan